# Superbasket (periodico)
Superbasket, reso graficamente in SuperBasket o con l'acronimo SB, è un mensile sportivo italiano dedicato alla pallacanestro italiana, e con approfondimenti sui campionati europei e sull'NBA, edito settimanalmente dal 1978 al 2012. Dal maggio 2014 esce in formato digitale con cadenza mensile.

## Storia

### Il settimanale cartaceo
Viene fondato dall'ex cestista e inviato Rai Aldo Giordani il 7 novembre 1978 a Milano, ed è il settimanale storico del basket italiano, uno dei più vecchi pubblicati in Europa, riconosciuto punto di riferimento costante per tutto il movimento cestistico.
Nel 1989 è acquisito dalla Cazzola Editore e la redazione si sposta a Bologna, in quegli anni capitale italiana della pallacanestro. Direttore nel 1991 diviene Enrico Campana, responsabile basket della Gazzetta dello Sport. A Campana succede nel 1997 per un decennio Franco Montorro e dal 2008 Claudio Limardi. Dopo essere stata acquisita da Cantelli Editore e poi da Acacia Edizioni, è infine passata di proprietà della 1 Plus.
Ogni anno un gruppo dei suoi giornalisti sceglieva il Mister Europa, premio per il miglior giocatore di basket europeo, sia delle squadre di club che delle nazionali, ma anche militante nella NBA ed era uno dei tre premi riconosciuti dalla FIBA.
Il magazine aveva una distribuzione di 65 000 copie settimanali e circa 200 000 lettori. Tuttavia, dall'inizio del 2012 ha cessato le pubblicazioni, per motivazioni legate alla cattiva congiuntura economica e al mancato pagamento di alcune mensilità.

### Il mensile online
Nel maggio 2014 viene annunciato dalla J and J company il ritorno della rivista, diretta da Dan Peterson, disponibile in versione online e gratuita, e pubblicata con cadenza mensile; il secondo numero uscito dopo la fine del campionato italiano viene distribuito anche in versione cartacea. Superbasket.it è stata registrata come testata presso il Tribunale di Milano nel marzo 2017, con direttore responsabile Giampiero Hruby.